# Le stelle parlano di noi
Le stelle parlano di noi (별들에게 물어봐?, Byeoldeur-ege mur-eobwaLR; lett. "Chiedi alle stelle") è una serie televisiva sudcoreana trasmessa su tvN dal 4 gennaio al 23 febbraio 2025. In lingua italiana è stata distribuita da Netflix.

## Trama
Un'astronauta e un turista spaziale si incontrano per caso su una stazione spaziale e si innamorano.

## Personaggi e interpreti
- Gong Ryong, interpretato da Lee Min-ho
- Eve Kim, interpretata da Gong Hyo-jin
- Kang Kang-su, interpretato da Oh Jung-se
- Choi Go-eun, interpretata da Han Ji-eun